# Headingley Rugby Stadium
 (février 2025).
Si vous disposez d'ouvrages ou d'articles de référence ou si vous connaissez des sites web de qualité traitant du thème abordé ici, merci de compléter l'article en donnant les références utiles à sa vérifiabilité et en les liant à la section « Notes et références ».
Le Headingley Rugby Stadium est un stade de rugby à XIII localisé à Headingley dans la banlieue de Leeds (Royaume-Uni). Ce stade de 19 700 places est un bastion du rugby à XIII, il accueille les rencontres à domicile des Leeds Rhinos. Sur ce même site, il côtoie le Headingley Cricket Ground où se dispute le cricket.
Les Leeds Rhinos disposent du Headingley Rugby Stadium pour leurs matchs à domicile. Ce stade est compris dans un complexe sportif créé en 1890 appelé « Headingley Stadium », avec un terrain de cricket l'Headingley Cricket Ground où se disputent les matchs du Yorkshire County Cricket Club et des matchs internationaux de l'Équipe d'Angleterre de cricket (20 000 places). Le record d'affluence de ce stade, dans sa configuration précédente (moins de places assises)  fut à l'occasion d'un match de rugby à XIII opposant Leeds à Bradford le 21 mai 1947 avec 40 175 spectateurs. Il a par ailleurs accueilli la finale de la Coupe du monde de rugby à XIII 1970 entre la Grande-Bretagne et l'Australie, de même que de nombreux test-matchs de rugby à XIII.

## Transports en commun
- Gare de Burley Park - 600m
- Gare de Headingley - 800m